# Garganus fusiformis
Garganus fusiformis är en insektsart som först beskrevs av Thomas Say 1832.  Garganus fusiformis ingår i släktet Garganus och familjen ängsskinnbaggar. Inga underarter finns listade i Catalogue of Life.